# Hylaeus vachalianus
Hylaeus vachalianus is een vliesvleugelig insect uit de familie Colletidae. De wetenschappelijke naam van de soort is voor het eerst geldig gepubliceerd in 1960 door Moure.